# 涼拌茶
涼拌茶（りょうぱんちゃ、Liang-pan tea）は雲南省南部で作られる中国茶。形態は飲用ではなく、生茶葉ないし干茶を用いたサラダ風の料理である。雲南省や隣接するミャンマー北部には酸茶やラペソーなど食用の後発酵茶がいくつか存在するが、これに対して発酵させない生の茶葉を用いるのが涼拌茶の大きな特徴となっている。

## 調理法
生茶葉を用いる場合は以下のようにして作られる。
1. 新鮮で柔らかい茶葉を茹で、水を交換しながら一日水にさらす。
2. 茶葉をしぼって刻む。
3. 炒って挽いた落花生や刻んだネギ、ショウガ、ニンニクとうま味調味料を加えて和える。

また、干茶を用いる場合は以下の通りである。
1. 干茶を湯でもどし、柔らかくなったらしぼって再び水に浸けて揉む。
2. 1.を2回ほど繰り返して、しぼってからみじんに刻む。
3. 刻んだショウガ、ニンニク、唐辛子、トマト、タマネギ、挽いた落花生やゴマ、ピーナッツオイルなどを加えて和える。

いずれも水にさらす事で苦味成分が除かれ、食べやすくなっている。新鮮な生茶葉を用意できる時期は限られるため、干茶が常備される。また茶葉の代わりにラペソーを刻んで使う事もあり、上記の具の他にキャベツなどが入る。

## 歴史
茶の利用は食用から始まったとされ、苦味を減らすために茹でるようになったと考えられている。やがて保存のために干すようになり、これらにゴマやショウガ、ニンニクを和えて涼拌茶が形成されたと見られる。やがてアメリカ大陸原産のトマトや落花生、唐辛子が伝来すると近代以降にレシピに取り込まれ、現在のような形になっていった。
現地のタイ族やジーヌオ族の間では現在も作られ、食後または間食に嗜好食品として摂取されている。また、ラペソーとフライビーンズ、いりゴマなどをビニール袋に入れてセットにしたレペトも販売されており、内容物を混ぜるとラペソーベースの涼拌茶が簡単に作れる。これはインスタント版ともいえ、ミャンマーでの一般的なラペソーと同じ食べ方である。